# Barésia-sur-l'Ain
Barésia-sur-l'Ain är en kommun i departementet Jura i regionen Bourgogne-Franche-Comté i östra Frankrike. Kommunen ligger i kantonen Clairvaux-les-Lacs som tillhör arrondissementet Lons-le-Saunier. År 2022 hade Barésia-sur-l'Ain 154 invånare.

## Befolkningsutveckling
Antalet invånare i kommunen Barésia-sur-l'Ain
Referens:INSEE